# 제18회 광화문국제단편영화제
제18회 광화문국제단편영화제는 2020년 10월 22일에 열린 시상식이다.

## 수상 및 후보

### 국제경쟁 대상
- 터치 - 니어 버거 수상

### 국제경쟁 심사위원 특별상
- 부엉이 - 사이몬 폰텐 외 1명 수상

### 국제경쟁 아시프 락(樂)상
- 실비의 방식 - 베리카 포스피슬로바 코르디치 수상

### 국내경쟁 대상
- 피터팬의 꿈 - 엄하늘 수상

### 국내경쟁 심사위원 특별상
- 인흥리 37-1 - 김지혜 수상

### 국내경쟁 씨네큐브상
- 아홉 살의 사루비아 - 장나리 수상

### 뉴필름메이커상
- 굿 마더 - 이유진 수상

### 단편의 얼굴상
- 실버택배 - 변중희 수상

### 아시프 펀드상
- 셰어런츠 - 김현승 수상

### 국제경쟁부문
- 어웨이 - 마틸드 페핀스터
- 어색한 - 나타 멧루크
- 블랙박스 - 칸 데니즈 아티치
- 카옌 - 시몽 쥬네
- 굿 나잇 - 안쏘니 은티
- 사슴 - 이스타반 헤베시
- 악마의 목구멍 - 가브리엘라 가르시아 리바스
- 새들을 보고 짖는 개 - 레오노어 텔레스
- 아무한테도 말하지 마 - 사하르 소투데
- 맞대면 - 하비에르 마르코 리코
- 가짜 신호 - 티투앙 티에르 외 4명
- 살 - 카밀라 카터
- 거품 - 오마르 엘하미
- 악수 - 엔니오 루스케티
- 애도의 휴가 - 자라 윙거
- 나, 줄리아 - 알빈 카나니안
- 줄리엣 - 알레한드로 드 베가 외 1명
- 기다림 - 다닐로 도 카르노 외 1명
- 더 라스트 페리 프롬 그라스 아일랜드 - 린한 장
- 라이트닝 - 이야 야콥
- 단 1분 - 세바스티앙 도링거
- 부엉이 - 사이몬 폰텐 외 1명
- 팬서 - 에리카 산체츠 마르코스
- 세계 종말로부터 온 엽서 - 콘스탄티노스 안토노포울로스
- 사우나 - 올리 크리스티앙센메이저
- 저격수 - 시몬 바욱스
- 염소들이 죽는다 하더라도 - 소피아 알로위
- 수프 - 잉가 수코르코바
- 연설 - 하오하오 얀
- 스퀴시 - 하비에르 세론
- 아버지의 아들 - 안토니오 이코빅
- 틸라피아 - 훙 진앙
- 터치 - 니어 버거
- 흔적 - 파블로 브리온스
- 트윗 중독 - 요나스 마이어
- 공허감의 깊이 - 줄리앙 디에트리치
- 실비의 방식 - 베리카 포스피슬로바 코르디치
- 우리가 두려워 하는 것 - 릴야 잉골프도티르
- 하얀 벽 - 안드레아 브루사 외 1명
- 창이 없는 - 사무엘 플뤼커
- 위기 없는 세상 - 테드 하디-카넥
- 예스-피플 - 기슬리 다리 할도르슨
- 언리버블 - 에녹 카르발호
- 난 목화솜을 따본 적이 없다 - 한나 아담스 외 11명

### 국내경쟁부문
- 꿈 - 김강민
- 드라이빙 스쿨 - 유수진
- 무협은 이제 관뒀어 - 장형윤
- 스타렉스 - 노도현
- 실버택배 - 김나연
- 아홉 살의 사루비아 - 장나리
- 운조 - 노진
- 이주선 - 오유빈
- 인흥리 37-1 - 김지혜
- 조금 부족한 여자 - 허수영
- 키리에 - 이형규
- 피터팬의 꿈 - 엄하늘

### 뉴필름메이커
- 굿 마더 - 이유진
- 보글보글 - 이이다
- 수라 - 정해지
- 어느 날 - 이수형
- 오픈토 - 유지원
- 흠 - 박지윤

### 특별프로그램
- 필름 - 홍석재
- 야간비행 - 손태겸
- 어둠에서 빛이 흘러나오는 소리 - 이경섭
- 오명 - 김의석
- 12번째 보조사제 - 장재현
- 쉘터 - 임오정
- 몸 값 - 이충현
- K대_OO닮음_93년생.avi - 정혜원
- 이음편집실 - 원창재
- 6D 극장 - 조현민
- 김치 - 심혜정
- 명태 - 이홍매
- Edge of Seventeen - 정누리

### 특별상영: 캐스팅 마켓 매칭작
- 통신사를 바꾼 이유 - 이채형
- 문경이네 집 - 김수현
- 태어나자마자 핵인싸 - 윤동기
- 똑똑한 누나 - 송희숙
- 한겨울 밤의 꿈 - 정혜인
- 지구 최후의 계란 - 김윤선
- 미, 디퍼런트 - 곽정
- 별도 좋은데 - 서은아